# Ferania sieboldi
Ferania sieboldi är en ormart som beskrevs av Schlegel 1837. Ferania sieboldi är ensam i släktet Ferania som ingår i familjen Homalopsidae. IUCN kategoriserar arten globalt som livskraftig. Inga underarter finns listade i Catalogue of Life.
Enligt IUCN tillhör arten släktet Enhydris.
Denna orm förekommer i Indien, Bangladesh och fram till västra Malaysia. Arten vistas nära vattenansamlingar. Exemplar i fångenskap matades framgångsrik med grodor och fiskar.